# Osmar Ibáñez
Osmar Ibáñez Barba – noto solo come Osmar – (Santoña, 8 giugno 1988) è un calciatore spagnolo, centrocampista del Seoul E-Land.

## Palmarès

### Club

#### Competizioni nazionali
- Thai Premier League: 1

Buriram United: 2013
- Coppa della Corea del Sud: 1

Seoul: 2015
- Campionato sudcoreano: 1

Seoul: 2016

### Individuale
- Thai Premier League Best XI: 1

2013
- K League Classic Best XI: 1

2016